# Dendronephthya crystallina
Dendronephthya crystallina är en korallart som beskrevs av Henderson 1909. Dendronephthya crystallina ingår i släktet Dendronephthya och familjen Nephtheidae. Inga underarter finns listade i Catalogue of Life.